# École de musique de l'université fédérale de Rio de Janeiro
L'École de musique de l'université fédérale de Rio de Janeiro est la plus ancienne et une des plus prestigieuses écoles de musique brésiliennes. Si son présent est résolument ancré dans l'enseignement supérieur et dans la recherche de l'excellence musicale, son histoire, remontant jusqu'au XIXe siècle, se confond avec celle de l'enseignement musical au Brésil.

## Histoire

### Le conservatoire de musique
Fondé par un décret impérial, le conservatoire de musique de Rio de Janeiro fut inauguré le 13 août 1848. Son premier siège propre ne fut toutefois inauguré qu'en 1872 par la princesse Isabelle de Portugal : ce bâtiment, situé place Tiradentes dans le centreville de Rio de Janeiro, abrite de nos jours le centre culturel Hélio Oiticica.
Le conservatoire eut comme premier directeur Francisco Manuel da Silva, l'auteur de l'hymne national brésilien.
Parmi ses élèves figurent d'importants musiciens brésiliens du XIXe siècle, tels que Henrique Alves de Mesquita, Anacleto de Medeiros, Francisco Braga (l'auteur de l'hymne au drapeau brésilien), et surtout Antônio Carlos Gomes, compositeur du célèbre opéra Il Guarany.

### L'institut national de musique

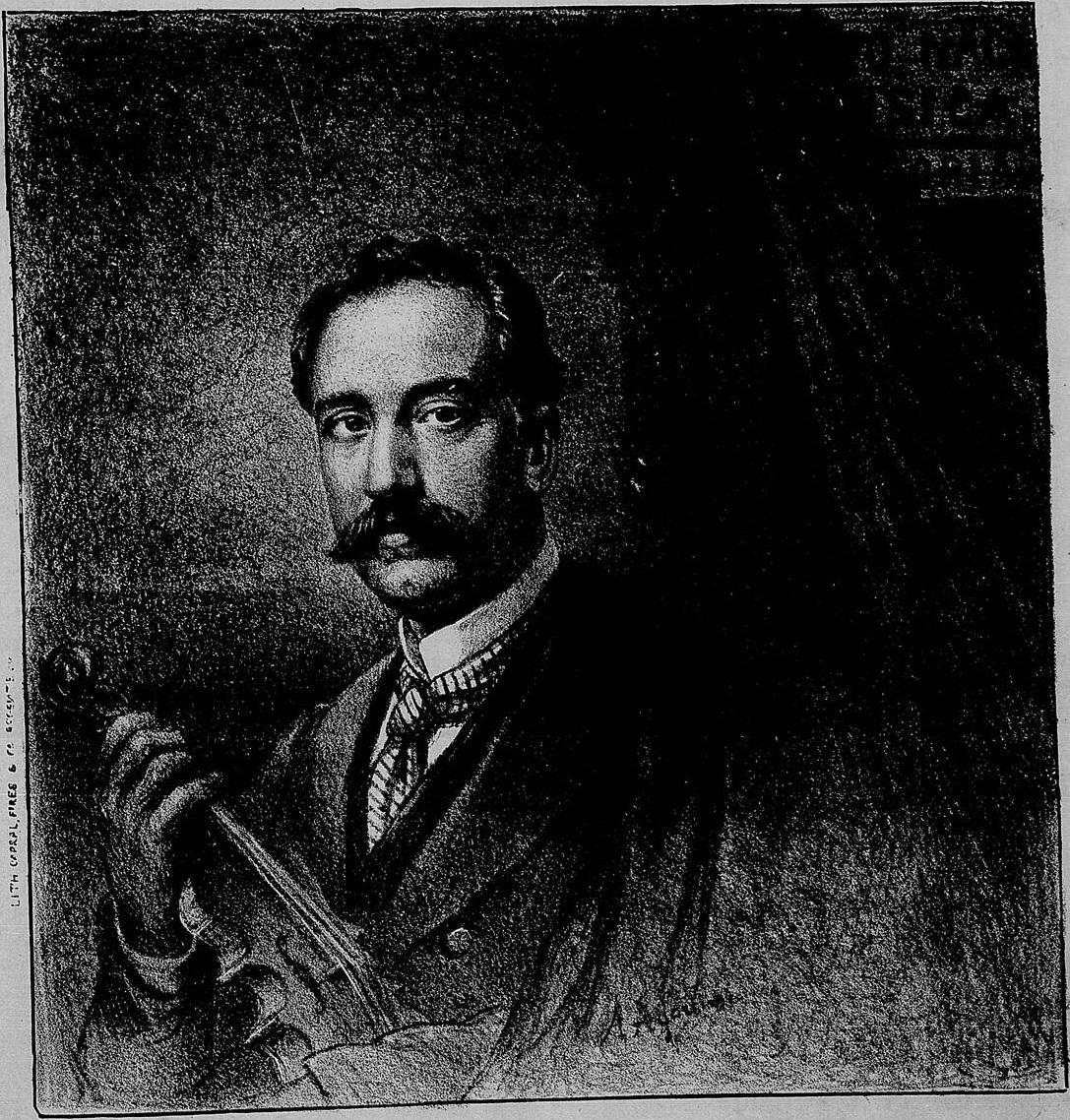
Leopoldo Miguez.

Après la proclamation de la République, en 1889, le conservatoire devint, par un décret de janvier 1890, l'institut national de musique.
Son premier directeur fut le compositeur Leopoldo Miguez (1850-1902). Miguez œuvra sans relâche pour le développement de l'institut, le dotant d'un fonds bibliothécaire, d'instruments de musique, d'appareils acoustiques et même d'un orgue, qu'il acheta au facteur d'orgue allemand Wilhelm Sauer avec l'argent du premier prix remporté lors du concours pour l'élection de l'hymne à la proclamation de la République. Miguez entreprit également un voyage en Europe pendant lequel il visita plusieurs conservatoires afin de s'empreigner de leurs pratiques pédagogiques, qu'il essaya ensuite d'appliquer à l'Institut.
Après le décès de Leopoldo Miguez, en 1902, se succédèrent à la tête de l'institut les compositeurs Alberto Nepomuceno (1902-1903), lequel démissionna aussitôt, Henrique Oswald (1903-1906) puis, avec la démission de ce dernier en 1906, à nouveau Nepomuceno (1906-1916).
Lors de son second mandat, Nepomuceno dut faire face à la croissance du nombre d'élèves et entreprit de nombreuses réformes touchant au règlement intérieur de l'Institut, à l'enseignement musical et, plus largement, à l'institutionnalisation de la musique classique brésilienne, lançant par exemple la réforme de l'hymne national brésilien et la réglementation de son exécution publique. En 1916 toutefois, Nepomuceno tenta en vain d'imposer l'enseignement du Traité d'harmonie d'Arnold Schönberg, et face à l'opposition des enseignants, préféra alors démissionner.
C'est encore sous la direction de Nepomuceno, en 1913, que l'institut gagna son siège actuel, situé au 98, rue do Passeio, dans le quartier historique de Lapa à Rio de Janeiro.
En 1922 fut inaugurée la salle Leopoldo-Miguez, une des plus importantes salles de concert du pays, célèbre pour son acoustique remarquable. Inspirée par la salle Gaveau, à Paris, son intérieur est décoré de fresques d'Antônio Parreiras et de Carlos Oswald.
En 1923 fut fondé l'Orchestre de l'Institut, dont le principal chef d'orchestre à ses premières années fut Francisco Braga.
L'institut connut dans les années 1920 d'importantes réformes pédagogiques ; il fut ensuite rattaché à l'université de Rio de Janeiro.

### L'école nationale de musique
En 1937, l'université de Rio de Janeiro prit le nom d'université du Brésil. Dans la foulée, l'institut national de musique fut rebaptisé « école nationale de musique ».
Les années 1950 furent une période faste pour l'école nationale de musique : dans ses rangs figuraient alors d'importants musiciens et compositeurs brésiliens, comme Francisco Mignone (direction d'orchestre), Lorenzo Fernandez (harmonie), José Siqueira (composition), Oscar Borgeth (violon), Iberê Gomes Grosso (violoncelle) et Arnaldo Estrela (piano).
En 1954 l'institut fit l'acquisition de l'orgue Tamburini de la salle Leopoldo-Miguez, en remplacement de l'ancien orgue Sauer acquis par Leopoldo Miguez lui-même.

### L'école de musique de l'université fédérale de Rio de Janeiro

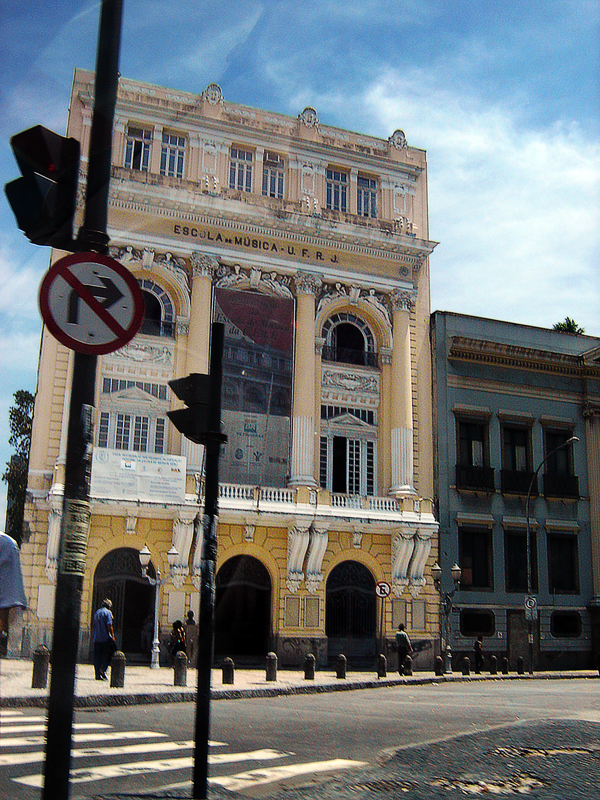
Siège actuel de l'école de musique de l'UFRJ.

Ce nom fut adopté en 1965 lorsque, par le décret n° 4 759 du gouvernement militaire, l'université du Brésil se transforma en université fédérale de Rio de Janeiro. Toujours dans les années 1960 furent acquis les 27 pianos Steinway & Sons de différents modèles qui garnissent encore aujourd'hui les salles de cours et de concerts. Dans la même période, la salle Leopoldo Miguez subit d'importants travaux de rénovation, qui permirent certes la modernisation des installations, mais endommagèrent une grande partie de la décoration d'origine.
Dans les années 1970, l'école de musique adopta un nouveau règlement établissant la division académique actuelle en sept départements. L'école dut alors à son directeur Batista Siqueira d'avoir sauvé de justesse son siège de la démolition lors des travaux d'assainissement du quartier de Lapa, sort peu enviable que connurent de nombreux bâtiments voisins. Ce fut encore Batista Siqueira qui réorganisa l'orchestre symphonique de l'école de musique, lequel adopta sa configuration actuelle, composé essentiellement d'élèves en premier cycle issus des rangs de l'école.
Depuis les années 1980, les directeurs ne sont plus nommés mais élus par un collège de professeurs, fonctionnaires et élèves de l'école de musique. Son directeur actuel est João Guilherme Ripper.

## Organisation
L'école de musique est divisée en sept départements :
1. département des Instruments à clavier et à percussion ;
2. département de composition ;
3. département des Instruments à cordes frottées et à cordes pincées ;
4. département de musicologie et d'éducation musicale ;
5. département de musique vocale ;
6. département des instruments à vent ;
7. département de musique d'ensemble.

Comme pour tout établissement d'enseignement supérieur au Brésil, l'enseignement dispensé à l'école de musique est accessible par l'obtention du baccalauréat brésilien.

## Bibliothèque Alberto-Nepomuceno
La bibliothèque Alberto-Nepomuceno de l'école de musique est la première et une des plus importantes bibliothèques musicales du Brésil. Son fonds, témoin inestimable de la mémoire musicale brésilienne, se constitua peu à peu, enrichi par les donations de professeurs, élèves et musiciens, et comprend aujourd'hui environ cent mille ouvrages, parmi lesquels de nombreuses œuvres des grands compositeurs brésiliens. Outre les livres et les partitions, la bibliothèque recèle de nombreux documents historiques, des périodiques, des documents iconographiques ainsi que des enregistrements sonores.

## Sources
- (pt) Page officielle de l'école de musique de l'université fédérale de Rio de Janeiro